# ریبوردی واچز
ریبوردی واچز (انگلیسی: Ribordy Watches) یک برند ساعت‌سازی لوکس سوئیسی است. برند توسط Jean-Loup Ribordy طراح و ساعت‌ساز سوئیسی، پس از پیروی از شرکت 121TIME که با همکاری دو فرد دیگر در سال ۲۰۰۱ تأسیس شده بود، تأسیس شد. ساعت‌های این برند به‌صورت سفارشی و به سفارش مشتریان تهیه و تولید می‌شوند.